# Скворцов, Василий Михайлович
Васи́лий Миха́йлович Скворцо́в (12 [24] января 1859 — 3 мая 1932) — русский публицист, издатель, православный миссионер, общественный деятель, участник монархического движения; издатель газеты «Колоколъ» и журнала «Миссіонерское Обозрѣніе»; тайный советник.

## Биография

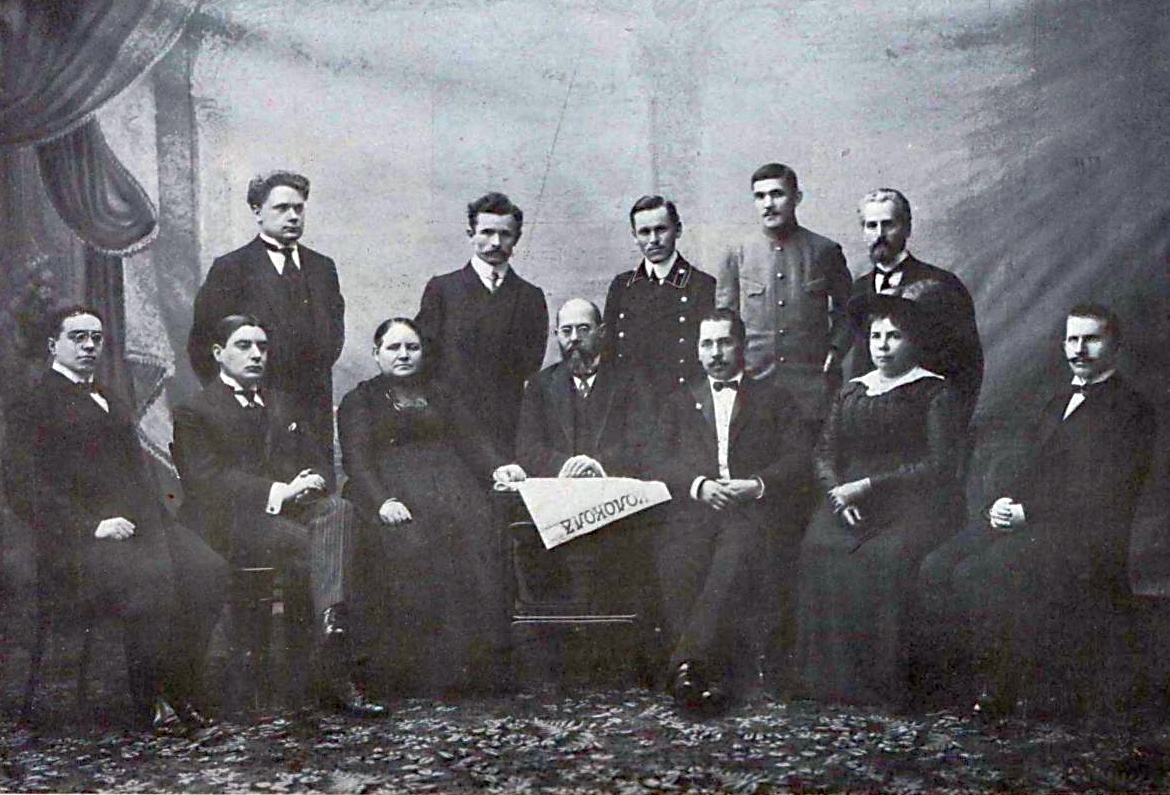
Члены редакции изданий М. В. Скворцова и ближайшие сотрудники газеты «Колокол».
1-й ряд (сидят): Д. И. Калогради (секретарь редакции), С. Н. Дурасович) главный редактор газеты «Колокол»), Е. А. Копосова (редактор журнала «Голос истины»), В. М. Скворцов (издатель газеты «Колокол» и редактор-издатель журналов «миссионерское обозрение» и «Голос истины»), Н. М. Гринякин (редактор журнала «Миссионерское обозрение»), А. А. Леонтьева, Н. М. Сырнев (ответственный редактор газеты «Колокол»).
2-й ряд (стоят): К. И. Федюшин, А. Д. Ахтырский, В. Н. Попов, Н. К. Леонтьев, С. В. Ахшарумов.

Родился 12 января 1859 года в семье священника. В 1879 году окончил Рязанскую духовную семинарию. В 1884 году окончил Киевскую духовную академию; в 1885 преподавал в Каменец-Подольской духовной семинарии, служил миссионером Киевской и Полтавской епархий.
В 1895 году был определён на должность чиновника особых поручений при обер-прокуроре Святейшего Синода (в обер-прокурорство К. П. Победоносцева).
В 1896 году основал ежемесячный журнал «Миссіонерское Обозрѣніе», который издавался и редактировался им в течение 20 лет.
Получил широкую известность по издании составленной им книги По поводу отпаденія отъ православной Церкви графа Льва Николаевича Толстого. Сборникъ статей «Миссіонерскаго Обозрѣнія». (СПб., 1903 — 1-е издание) — сборника материалов, обличающих графа Льва Толстого как еретика, которая выдержала три издания.
В 1906 году основал ежедневную церковно-политическую газету «Колоколъ»; с 1910 года издавал бесплатное популярное приложение — «Голосъ истины. Еженедельное иллюстрированное церковно-народное апологетическое изданіе».
Как участник право-монархического движения, состоял членом Русского Собрания, товарищем председателя Союза правой русской печати; в 1909—1-й половине 1915 — член Главной палаты Русского народного союза имени Михаила Архангела. Принимал участие во Всероссийских съездах русских людей и других монархических мероприятиях, входил в состав Редакционной комиссии «Книги русской скорби», сотрудничал с журналом «Прямой путь».
С 1915 года несколько изменил свою политическую ориентацию, став на позиции терпимости и защиты прав инородцев, вышел из состава РНСМА (в ответ на «юдофобскую речь» В. М. Пуришкевича) и совместно с В. Г. Орловым организовал Отечественный патриотический союз, в который разрешалось вступать инородцам, включая евреев.
Во время гражданской войны на юге России, в мае 1919 года, возглавил правую организацию «Союз русских национальных общин».

### В эмиграции
С 1921 года жил в Королевстве Сербов, Хорватов и Словенцев, в городе Панчево (Сербия). Член Всезаграничного церковного собора в Сремских Карловцах (1921). С 1925 года преподавал в Сараевской семинарии.
Умер 3 мая 1932 года в Сараеве. Похоронен там же 4 мая 1932 года.

## Труды
- Второй Миссионерский съезд в Москве (М., 1891);
- О штундизме и о мерах борьбы с сектою (1895);
- Записка о духоборцах на Кавказе (1896);
- Общий характер старообрядческаго раскола, существенные признаки и степень вредности отдельных его толков (Киев, 1896);
- Торжество православия и церковности на коронационных московских праздниках (Киев, 1896);
- О тарусских хлыстах (1896);
- Деяния 3-го Всероссийского миссионерского съезда в Казани, по вопросам внутренней миссии и расколосектанства (Киев, 1897);
- Правда о закавказской духоборческой секте (Киев, 1898);
- Староскопчество как секта и обличение её заблуждений (СПб., 1899);
- Духоборы в Америке и граф Л. Н. Толстой (СПб., 1900);
- Судебный процесс Ковенского ксендза Белякевича и католическая церковная дисциплина (СПб., 1900);
- Юбилейное торжество православного старообрядчества (единоверия). (27 октября 1900 г.) (СПб., 1901);
- Духоборы в Америке и толстовцы (СПб., 1912);
- Миссионерский посох (СПб., 1912);
- Миссионерский посох. Выпуск II (СПб., 1912);